# Премия имени И. И. Шувалова
Пре́мия и́мени И. И. Шувалова (Шуваловская премия)  — премия, присуждаемая Московским государственным университетом имени М. В. Ломоносова своим профессорам, преподавателям и научным сотрудникам за научные работы.

## Порядок присуждения премии
Премия имени И. И. Шувалова учреждена Учёным советом Московского университета в 1993 году и является частью Программы МГУ по поддержке талантливой молодежи.
Премия присуждается за фундаментальные разработки в области естественных и гуманитарных наук, ранее не отмеченные Государственной премией Российской Федерации или премией Правительства Российской Федерации
Соискатели представляют материалы на конкурс в виде монографии, оригинального учебника, защищенной докторской диссертации.
Премией награждаются сотрудники МГУ, возраст которых на момент выдвижения не превысил 40 лет, за фундаментальные разработки в области естественных и гуманитарных наук.
Премия присуждается ежегодно к Татьяниному дню (25 января) — дню основания Московского университета.
Премии имени И. И. Шувалова бывают первой и второй степени. Размер премии — 2⁄3 от размера премии имени М.В. Ломоносова за научную работу, установленной в текущем году.
Лауреатам премии имени И. И. Шувалова вручается диплом, денежное поощрение, определяемое ежегодно Учёным советом МГУ, и нагрудный знак (медаль премии), на аверсе которого изображён портрет Ивана Ивановича Шувалова. Нагрудный знак (медаль) при помощи ушка и кольца соединяется с золотистой четырехугольной колодкой, обтянутой серо-голубой шёлковой муаровой лентой.
Списки соискателей, а потом и лауреатов премий публикует печатный орган МГУ — газета «Московский университет». Кроме того, с 1996 года, они размещаются и на официальном сайте МГУ.